# Fam El Hisn
Fam El Hisn (en àrab فم الحصن, Fam al-Ḥiṣn; en amazic ⴼⴰⵎ ⵍⵃⵚⴰⵏ) és un municipi de la província de Tata, a la regió de Souss-Massa, al Marroc. Segons el cens de 2014 tenia una població total de 6.353 persones.